# Can Vadó (la Cellera de Ter)
Can Vadó és una casa habilitada com a botiga de la Cellera de Ter (Selva) inclosa a l'Inventari del Patrimoni Arquitectònic de Catalunya.

## Descripció
Edifici de tres plantes entre mitgeres de tres crugies i coberta de dues aigües a façana.
La planta baixa consta de tres obertures, una petita finestra, una de gran i el portal d'entrada. A l'esquerra hi ha una finestreta de permòdols, de pedra sorrenca, amb una reixa de ferro forjat de decoració quadriculada culminada amb dos pinacles. A la dreta hi ha la finestra gran, emmarcada de grans blocs de pedra sorrenca, decorada també amb una reixa similar, encara que més àmplia. I al centre hi ha la porta d'accés, també de sorrenca i de mig punt adovellat, on hi ha inscrit un rectangle adaptat a la porta.
Al primer pis observem també tres obertures. A l'esquerra tenim una petita finestra, emmarcada de la pedra de maçoneria (còdols rierencs) i rajols i decorada amb una peça de ferro forjat en forma d'espiga. A la dreta tenim una finestra amb un gran balcó emergent decorat amb formes el·líptiques a la part inferior. Els muntants són de rajol, però la llinda és de pedra que, a més, conté, treballada escultòricament, una cartel·la sense llegenda. I al centre tenim una finestra antiga, emmarcada de pedra sorrenca, adaptada com a balcó no emergent que gairebé toca amb les dovelles més altes del portal. L'ampit de la finestra original fou substituït i transformat en balcó.
Al segon pis hi trobem tres obertures rectangulars emmarcades de rajol, dues de grans i una de petita, a l'esquerra.
Pel que fa a la cornisa, és de quatre fileres, dues de teula i dues de rajol.
La façana, com gairebé la majoria de les cases tradicionals de la població, és feta amb còdols de riu a excepció dels marcs de les obertures.

## Història
A la llinda de la finestra gran de la planta baixa hi ha la inscripció: D. VILA 1761
Al portal d'entrada, a la dovella clau, hi ha la data de 1733, així com a la finestra central del primer pis, on s'acompanya d'un nom de difícil lectura i una creu.
Per la qual cosa, es pot interpretar una reforma important del segle xviii i modificacions puntuals del segle xix (balcons) i XX (interiors i sostracció de l'arrebossat original).
Pel que ens han pogut indicar, els propietaris de la casa l'han reformat, durant la segona meitat del segle xx, amb materials provinents d'altres indrets, com és el cas dels emmarcaments de la finestra gran de la planta baixa.